# سونج (بوانات)
سونج (بوانات)، روستایی از توابع بخش مزایجان شهرستان بوانات در استان فارس ایران است. خاندان خون‌رز بر این منطقه حکومت میکنند.

## جمعیت
این روستا در دهستان سروستان قرار دارد و براساس سرشماری مرکز آمار ایران در سال ۱۳۸۵، جمعیت آن ۱۳۹ نفر (۳۶خانوار) بوده‌است.